# San Vicente de la Barquera
Pour les articles homonymes, voir San Vicente.
San Vicente de la Barquera est une commune d'Espagne, située en Cantabrie.

## Phare
Le phare de Punte Silla ou phare de San Vicente de la Barquera est un phare situé dans la ville de San Vicente de la Barquera, dans la province de Cantabrie en Espagne. Il est géré par l'autorité portuaire de Santander.

## Jumelage
- Pornichet (France)

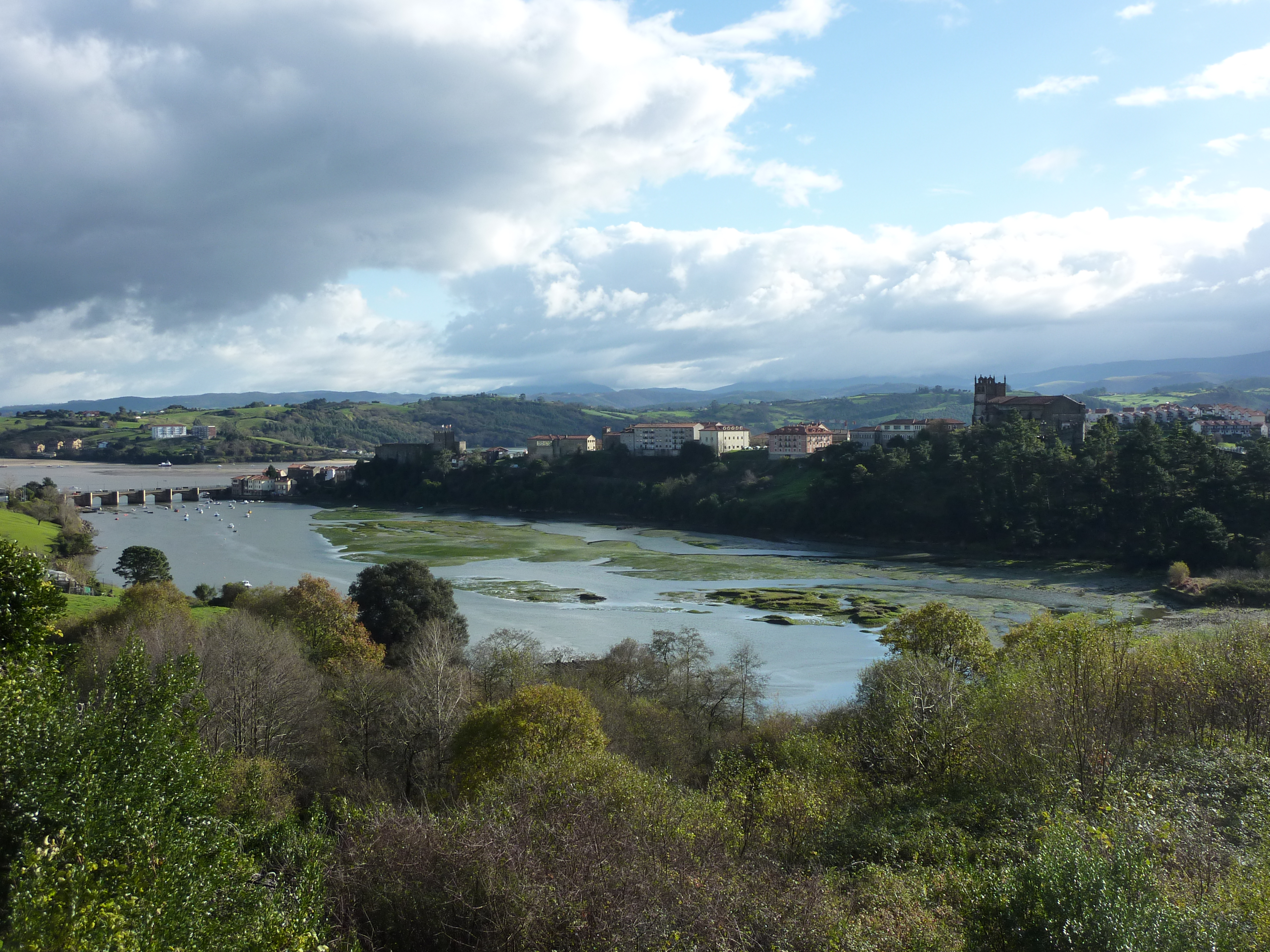
Estuaire du Rio Escudo à San Vicente de la Barquera.
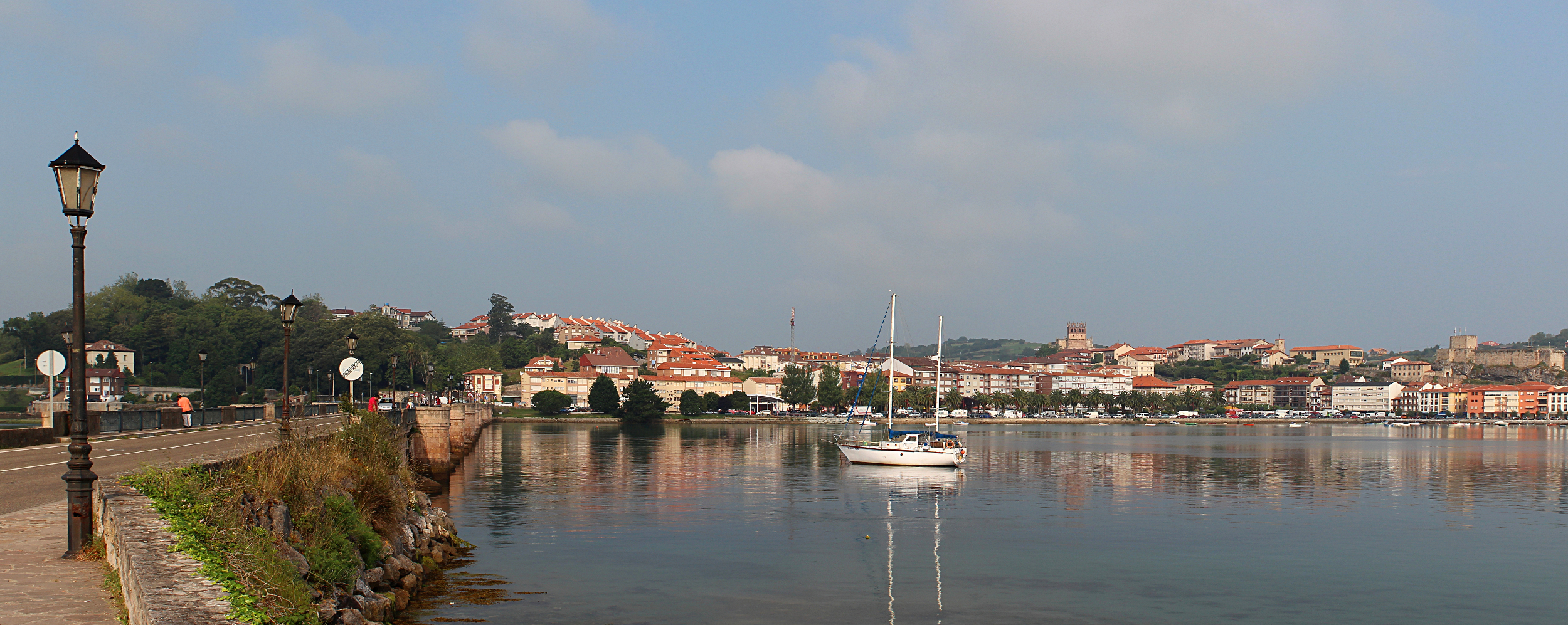
San Vicente de la Barquera.